# 박철민 (축구 선수)
박철민(朴哲民, 1988년 12월 10일~)은 조선민주주의인민공화국의 축구 선수로 현재 4.25체육단에서 스트라이커로 활동 중이다.

## 구단 경력
2007년 리명수체육단 소속으로 데뷔하여 2014년까지 45경기 13골을 터뜨리며 2012년 북한 1부 리그 3위, 만경대체육대회 2회 우승(2010년, 2013년), 백두산체육대회 2연패(2010년, 2011년), 2012년 백두산체육대회 준우승, 포천보체육대회 2회 우승(2006년, 2012년), 2014년 AFC 프레지던트컵 준우승 등에 공헌했고 2015년 4.25체육단으로 이적 후 리그 4회 우승(2015년, 2017년, 2017-18년, 2018-19년), 2016년 리그 준우승, 홰불컵 2연패(2015년, 2016년), 만경대체육대회 3연패(2015년, 2016년, 2017년), 2017년 백두산체육대회 우승, 2019년 AFC컵 준우승 등에 일조했다.

## 국가대표팀 경력
2007년 조선민주주의인민공화국 A대표팀에 첫 합류한 후 10월 21일 몽골과의 2010년 FIFA 월드컵 아시아 지역 1차 예선 1차전에서 국제 A매치 데뷔골을 터뜨렸고 2차전에서는 멀티골을 터뜨리며 팀의 3차 예선 진출에 기여했다.
이후 2010년 AFC 챌린지컵에 출전하여 북한의 AFC 챌린지컵 사상 첫 우승을 맛보았고 2011년 AFC 아시안컵 본선 조별리그 2경기(아랍에미리트전, 이란전)에도 교체 출전했다.

## 수상

### 구단
리명수체육단
- 만경대체육대회 : 우승 (2010, 2012)
- 백두산체육대회 : 우승 (2010, 2011), 준우승 (2012)
- 포천보체육대회 : 우승 (2006, 2012)
- AFC 프레지던트컵 : 준우승 (2014)

4.25체육단
- 조선민주주의인민공화국 1부 리그 : 우승 (2015, 2017, 2017-18, 2018-19)
- 홰불컵 : 우승 (2015, 2016)
- 만경대체육대회 : 우승 (2015, 2016, 2017)
- 백두산체육대회 : 우승 (2017)
- AFC컵 : 준우승 (2019)

### 국가대표팀
조선민주주의인민공화국
- AFC 챌린지컵 : 우승 (2010)